# Ashley Hutchings
Pour les articles homonymes, voir Hutchings.
Ashley Hutchings (né le 26 janvier 1945 à Southgate) est un bassiste folk anglais.
En 1967, il fonde le groupe Fairport Convention avec Simon Nicol, Richard Thompson et Shaun Frater. Il apparaît sur les quatre premiers albums du groupe, Fairport Convention (1968), What We Did on Our Holidays (1969), Unhalfbricking (1969) et Liege & Lief (1969). Il quitte Fairport Convention en 1969, désireux de travailler dans une direction plus traditionnelle que les autres membres du groupe.
Après son départ, Hutchings fonde un nouveau groupe, Steeleye Span. Après trois albums, Hark! The Village Wait (1970), Please to See the King (1971) et Ten Man Mop, or Mr. Reservoir Butler Rides Again (1972), il quitte Steeleye Span, estimant que le groupe s'est trop éloigné de la musique folk anglaise. Il fonde par la suite encore d'autres groupes : The Albion Band, Etchingham Steam Band, Rainbow Chasers, tout en sortant également des albums sous son seul nom.